# Lipophrys pholis
Espèce
Statut de conservation UICN

 LC  : Préoccupation mineure
La Blennie mordocet ou Mordocet (Lipophrys pholis ) est une espèce de poissons marins de la famille des Blenniidae. Il est très commun sur le littoral atlantique, du Royaume-Uni à l'Espagne où il fréquente les fonds rocheux.

## Description

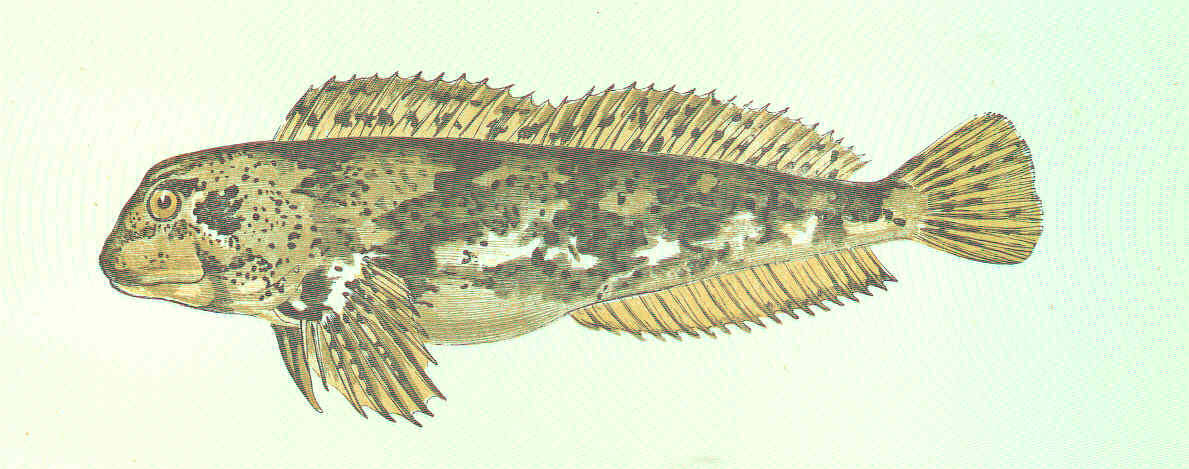
Lipophrys pholis

Corps long jusqu'à 18 cm.
Ressemble à la blennie gattorugine mais la nageoire dorsale échancrée en son milieu n'est pas confluente avec la caudale. Les yeux ne sont pas surmontés d'appendices.